# Raymond Cantel
Raymond Cantel (1914 - Paris, 1986) foi um importante pesquisador francês de estudos sobre as línguas portuguesas e da literatura popular brasileira. Foi diretor da Faculdade de Letras e Línguas na Universidade de Poitiers, onde também foi professor de língua espanhola.
Doutor em Letras Portuguesas, encerrou sua vida acadêmica na Universidade de Paris, em 1978, quando dirigia o Instituto de Estudos Portugueses e Brasileiros da Sorbonne Nouvelle.
Morreu em Paris, aos 72 anos, depois de uma vida dedicada aos estudos portugueses e brasileiros.
Foi agraciado com os seguintes graus das Ordens Honoríficas portuguesas: Cavaleiro da Ordem do Infante D. Henrique (3 de maio de 1961), Comendador da Ordem da Instrução Pública (23 de setembro de 1971) e Grande-Oficial da Ordem do Infante D. Henrique, a título póstumo (27 de janeiro de 1992).

## Pesquisas
Mesmo não tendo uma bibliografia extensa, ela é muito valiosa. Suas duas teses de doutorado são fundamentais, uma delas é acerca do messianismo e do profetismo na obra de Padre António Vieira.
Cantel dedicou-se a investigações sobre a literatura popular brasileira, tendo publicado numerosos ensaios que analisam textos de poesias e de prosa impressos em folhetos de cordel.
O professor começou a viajar para o Brasil em 1959. Nessa época teve contato, a partir do Ceará, com poetas populares, cantadores e xilógrafos. Segundo as narrativas que tecem sobre a passagem de Cantel, o francês estaria interessado em conhecer Lampião. E foi um folheto sobre o rei do cangaço que o levou diretamente ao mito, contado de uma forma que parecia perdida.
Durante as visitas, Cantel comprava e ganhava folhetos. Formava uma coleção valiosa.
A partir daí, passou a se interessar pela literatura popular em versos, na qual ele via um pouco da tradição europeia medieval. Em suas viagens, o pesquisador não se limitava só à compra dos folhetos de feira e de xilogravuras, mas também gravava cantorias e narrativas populares. Foi Cantel quem levou a obra de Patativa do Assaré (1909-2002) para ser estudada na Cadeira Popular de Literatura Universal da Sorbonne, nos fins dos anos 70.
O professor fez diversas visitas ao Brasil e desempenhou papel decisivo na compreensão, divulgação e valorização desta modalidade de escritura, tanto em sua atividade de pesquisador quanto na docência.
Poetas populares, como Apolônio Alves dos Santos, diziam que a denominação Literatura de Cordel só apareceu na década de 1970, com as pesquisas de Raymond Cantel. Manoel Monteiro, poeta de Campina Grande, diz que foi o francês o primeiro a dizer que os folhetos de feira eram pendurados em barbantes e cordas. Na realidade, a literatura popular em versos (ou, o folheto), inicialmente, era vendida no chão, espalhados sobre lonas.

## Acervo Cantel
Hoje, na Maison des Sciences de l’Homme et de la Société (Universidade de Poitiers), o Centre de Recherches Latino-Américaines trabalha com vários acervos, um deles é o Acervo Raymond Cantel de Literatura de Cordel, o maior da Europa. Desde 2007, o acervo passou a integrar o programa Archives Virtuelles Latino-Américaines da instituição.
O Fundo Raymond Cantel é uma das mais ricas coleções de folhetos de cordel do mundo. Desde sua criação, desempenhou um papel importante no intercâmbio entre o Brasil e a França. Estudantes e especialistas do mundo inteiro utilizam essa coleção como objeto de teses e contribuem assim para a valorização e preservação dessa importante manifestação da cultura brasileira.

## Obras
- Trentesix Images Exemplaires (1986)
- Précis de Grammaire Portugaise (1984)
- Prophétisme et Messianisme Dans L´oeuvre D´antonio Vieira (1960)